# Томас Елой Мартінес
Тома́с Ело́й-Марті́нес (ісп. Tomás Eloy Martínez; нар.16 липня 1934 – пом.31 січня 2010) — аргентинський письменник, журналіст і сценарист.

## Біографічні відомості
Мартінес народився в липні 1934 року в провінції Тукуман на півночі Аргентини. Вивчав іспанську та латиноамериканську літературу в університеті Тукуману, і закінчивши його, виїхав продовжувати навчання в Парижі. Писав у аргентинських газетах і журналах про кіно, виступав як кіносценарист. У 1969 —1970 працював репортером у Парижі. Потім він повернувся на батьківщину, однак після зміни влади в країні в 1975 році був змушений емігрувати до Венесуели. Примірники його документального роману «Розп'яття в Трелеві», який розповідав про наругу військовиків над політичними в'язнями, були публічно спалені в Буенос-Айресі. Довгий час Мартінес прожив у США. У 1984—1987 — професор в університеті Меріленда, з 1995 — директор Центру латиноамериканських досліджень в університеті Рутгерса, в Нью-Джерсі.
Більшість романів Елоя Мартінеса побудовані на документальному матеріалі. Перетворення історії в розповідь — не тільки його метод роботи, але й проблема, про яку він пише як есеїст. Ця риса його поетики і привертає увагу дослідників-літературознавців. Але Мартінес — літератор, а не історик, і в його романах справжні історичні факти завжди переплітаються з художньою вигадкою. Найвідомішою роботою Мартінеса вважається роман «Свята Евіта», виданий в 1995 році і перекладений на понад 30 мов. Також популярні такі книги Мартінеса, як «Роман про Перона», присвячений Президенту Аргентини Хуану Домінго Перону, «Він співає танго» і «Політ королеви» (ісп. El vuelo de la reina). Мартінес був відомий не тільки як письменник, але і як журналіст — він співпрацював з іспанською «El País», аргентинською «La Nación» і нью-йоркською «The New York Times».
Мартінес помер від раку, на який страждав довгий час.

## Твори
- Творчість Аяли й Торре-Нільссон. Структурні елементи арґентинського кіно / La obra de Ayala y Torre Nilsson. Estructuras del cine argentino (1961)
- Sagrado, роман (1969)
- La pasión según Trelew, хроніка (1974)
- Смерть — банальність / Lugar común la muerte, новели (1979)
- Рамос-Сукре. Портрет замаскованого митця / Ramos Sucre. Retrato del artista enmascarado, нариси (1980)
- Роман про Перона / La novela de Perón, роман (1985)
- Рука пана / La mano del amo, роман (1991)
- Свята Евіта / Santa Evita, роман (1995)
- Спогади генерала / Las Memorias del General, хроніка Аргентини XX ст. (1996)
- Арґентинський сон / El sueño argentino, хроніка (1995)
- Правдиві вигадки / Ficciones verdaderas, нариси (2000)
- Політ королеви / El vuelo de la reina, роман (2002)
- Реквієм за втраченою землею / Réquiem por un país perdido, хроніка (2003)
- Життя генерала / Las vidas del general (2004)
- Співець танго / El cantor de tango, роман (2004)
- Інша реальність / La otra realidad, антологія (2006)
- Чистилище / Purgatorio, роман (2008)
- Арґентина та інші хроніки / Argentina y otras crónicas, нариси й періодичні тексти (2011)